# Annette Dittert

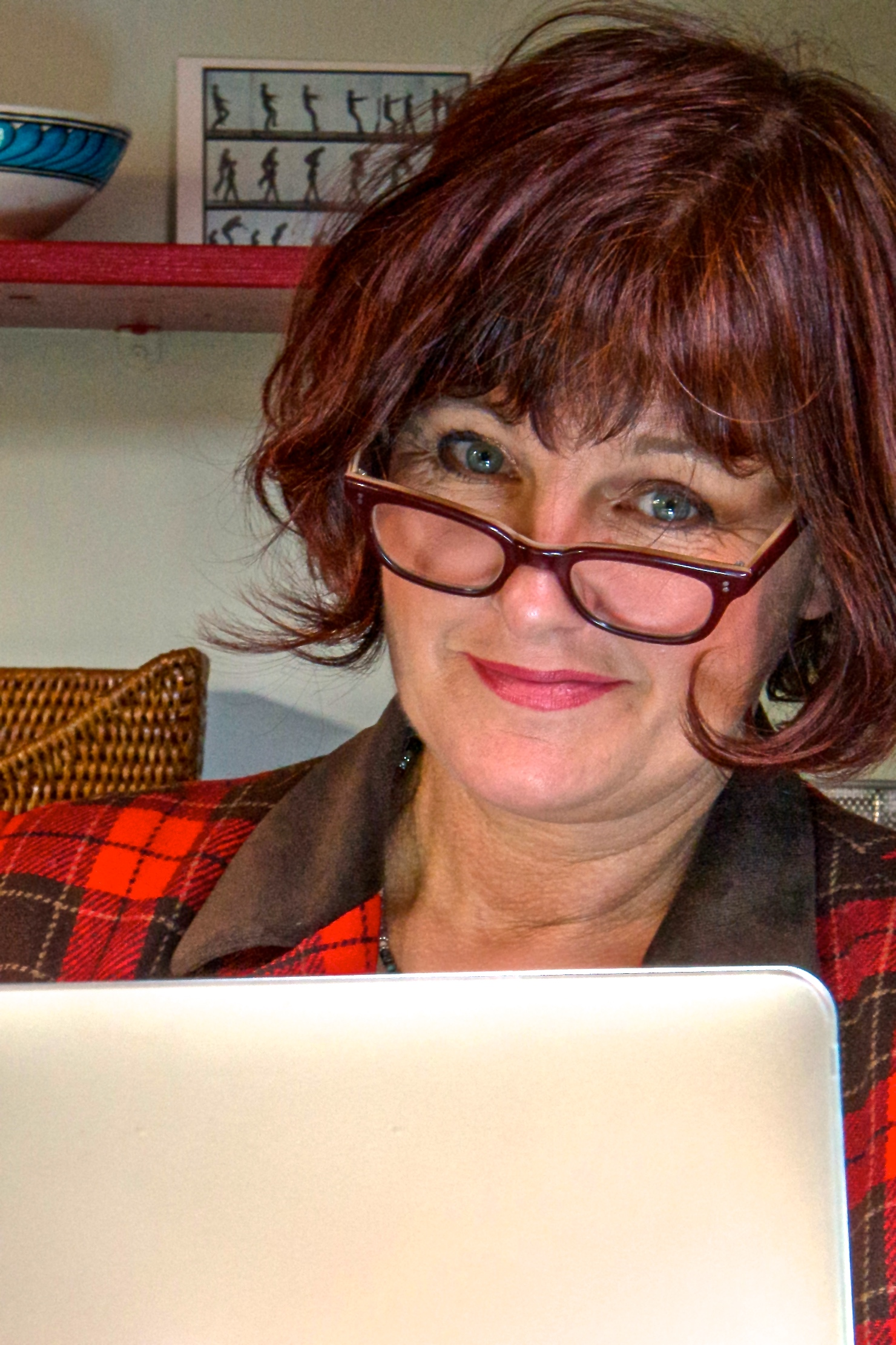
Annette Dittert, 2015

Annette Dittert (* 3. Dezember 1962 in Köln) ist eine deutsch-britische Journalistin, Auslandskorrespondentin und Dokumentarfilmerin.

## Leben und Wirken
Annette Dittert studierte Politikwissenschaft, Philosophie und Germanistik an der Albert-Ludwigs-Universität Freiburg und der Freien Universität Berlin.
Zwischen 1983 und 1985 war sie freie Mitarbeiterin der Westdeutschen Allgemeinen Zeitung. Ab 1984 arbeitete sie zudem als Reporterin, Redakteurin und Moderatorin beim Sender Freies Berlin. Sie wechselte 1992 zum Westdeutschen Rundfunk, wo sie unter anderem für Konzept und Redaktionsleitung der WDR-Medienshow Parlazzo verantwortlich war. Von 1995 bis 2001 hatte sie die stellvertretende Leitung des ARD-Morgenmagazins inne, das sie auch zeitweise moderierte. Daneben übernahm Dittert Vertretungen in den WDR-Auslandsstudios Moskau und New York. Von Juli 2001 bis Juli 2004 berichtete sie als Korrespondentin und Studioleiterin der ARD aus Warschau. Für ihre Berichterstattung über Polen erhielt sie 2004 den Hanns-Joachim-Friedrichs-Preis.
Von 2004 bis 2006 war sie in Indien, China, Afrika und den USA auf Drehreisen für die mehrteilige Dokumentarfilmreihe Abenteuer Glück. Dittert war als Autorin für die Entwicklung und Konzeption der Serie verantwortlich, die 2006 mit dem Adolf-Grimme-Preis sowie dem Publikumspreis der Marler Gruppe ausgezeichnet und anschließend zudem für den International Emmy Award der International Academy of Television Arts & Sciences nominiert wurde.
Zwischen 2006 und 2008 war Dittert Korrespondentin und Studioleiterin des ARD-Studios in New York, bis sie zum 1. August 2008 als Korrespondentin und Studioleiterin in London zum Norddeutschen Rundfunk wechselte. Von Sommer 2009 bis September 2010 und wieder ab April 2012 bis Dezember 2014 berichtete sie in ihrem Videoblog London Calling für tagesschau.de aus dem britischen Leben. Anfang Dezember 2014 hat sie das Ende ihrer Tätigkeit als London-Korrespondentin für die ARD bekanntgegeben. Seit September 2015 arbeitete sie als Autorin für die ARD. Zum 1. Januar 2019 übernahm sie für den NDR in der Nachfolge für Hanni Hüsch wieder die Studioleitung in London.
Im Dezember 2019 wurde sie vom Medium Magazin für ihre Brexit-Berichterstattung zur „Politikjournalistin des Jahres“ gewählt.
Dittert lebt in London auf einem Hausboot in Little Venice.
2025 wurde sie britische Staatsbürgerin.

## Dokumentarfilme
- Bernstein, Erdöl und Kaschuben – Die polnische Ostseeküste. ARD, 2002
- Geld ist nicht alles. Mit einem Filmvorführer durch Masuren. ARD, 2003
- Der stille Bug. Reise durch ein zerrissenes Land. ARD, 2004
- Nur der Wunderrabbi ist geblieben. Reise in die jüdische Vergangenheit Polens. WDR, 2004
- Abenteuer Glück. Vierteilige Dokumentarfilmreihe, ARD, 2005
- Alltag im Schatten des Booms. New York fünf Jahre nach 9/11. ARD, 2006
- Kofi Annan – Der friedliche Krieger tritt ab. ARD, 2006
- Harlem. Ein schwarzer Stadtteil wird weiß. SWR, 2007
- Hillary gegen Obama. Die Schlacht ums Weiße Haus. ARD, 2008
- Das Ende der New Yorker Bowery. Eine Straße verliert ihr Gesicht. ARD, 2008
- Nostalgie auf dem Wasser – Englische Kanalboote. ARD, 2008
- Inseln jenseits der Zeit – Die Hebriden. ARD, 2009
- Krieg der Kindergangs – Die Straßen von Liverpool. WDR, 2009
- Der Krieg: Ein Spaß für die ganze Familie. WDR, 2010
- Ihre Majestät, die Themse. Englands stolzer Fluss. ARD, 2010
- 60 Jahre unter der Krone – Ein Leben als Queen. ARD, 2012
- Adel verpflichtet – Der Baron und sein Dorf. ARD, 2014
- Das Darknet - Eine Reise in die digitale Unterwelt. ARD, 9. Januar 2017 (44 min)
- Re: Polen vor der Zerreißprobe – Eine Frau kämpft um ihr Land. Arte, 2017 (31 min)
- Wohin treibt Polen? ARD, 2018 (45 min)
- Schicksalswahl Grossbritannien. ARD, 2019 (15 min)
- Freiheit für Schottland? ARD, 2021 (45 min)
- 7 Fragen an die Queen – Was wir schon immer über Elizabeth II. wissen wollten. ARD, 2022 (30 min)
- Im Griff der Upper Class? – Gedanken zum britischen Klassensystem. ARD, 2024 (45 min)

## Schriften
- Palmen in Warschau. Geschichten aus dem neuen Polen. Kiepenheuer & Witsch, Köln 2004, ISBN 978-3-462-03444-8.
- mit Fritz Pleitgen: Der stille Bug. Reise durch ein zerrissenes Land. Kiepenheuer & Witsch, Köln 2004, ISBN 978-3-462-03400-4.
- London Calling: Als Deutsche auf der Brexit-Insel. Hoffmann und Campe, Hamburg 2017, ISBN 978-3-455-00163-1.

## Auszeichnungen
- 2004: Hanns-Joachim-Friedrichs-Preis
- 2006: Adolf-Grimme-Preis für „Abenteuer Glück“
- 2006: Publikumspreis der Marler Gruppe für „Abenteuer Glück“
- 2018: Nominierung Deutscher Fernsehpreis für „Das Darknet – Reise in die digitale Unterwelt“
- 2019: Politikjournalistin des Jahres, Preis vom Medium Magazin
- 2020: Journalistik- und Medienpreis des Deutschen Anglistenverbands